# Émeutes du 21 juin 1973 à Paris
Les émeutes du 21 juin 1973 à Paris, restées célèbres en raison des graves brûlures subies par neuf policiers du fait de plus de 400 cocktails molotov, est une série de combats qui ont opposé les manifestants d'extrême-gauche à la police parisienne dans la soirée du premier jour de l'été, plusieurs partis gauchistes ayant tenté d'empêcher la tenue le même soir d'une réunion publique sur le thème « Halte à l'immigration sauvage », organisée à la salle de la Mutualité à Paris le 21 juin 1973, par le mouvement d'extrême-droite Ordre nouveau, créé par une équipe d'anciens adhérents du mouvement d'extrême-droite Occident en novembre 1969.
Les émeutes ont causé 76 blessés parmi les rangs des policiers, dont neuf graves, essentiellement par brûlures, en raison du jet de plus de 400 cocktails molotov par les assaillants, plusieurs de ces blessés subissant des conséquences graves. Selon plusieurs sources, ces émeutes caractérisées par une charge de plusieurs centaines de militants casqués, auraient pu causer des morts, même si le service d'ordre de la LC, parti le plus nombreux, avait interdiction absolue de faire des « victimes de campagne ». Au journal télévisé de 20 heures, le lendemain, des images ont montré la puissance exceptionnelle de cocktails Molotov d'un genre nouveau, au contenu modifié, lancés par des groupes casqués passant par les trottoirs, comme lors des affrontements des 8 et 9 mars 1971, déjà lors d'un précédent meeting d'Ordre nouveau.

## Contexte

### Contexte général
Les émeutes ont été précédées d'une montée de la tension, dont elles seront le point culminant avant une brusque retombée, et qui a progressivement suivi la fondation en novembre 1969 du mouvement d'extrême-droite Ordre nouveau (ON) par une équipe d'anciens adhérents du mouvement d'extrême-droite Occident, dissous après Mai 68.
Le 8 mars 1971, Robert Allo, un ex-militant d'Occident, cofondateur d'Ordre nouveau, et militant du Groupe union défense est repéré dans la rue par des gauchistes. Il est matraqué avec une telle violence qu’il sombre dans le coma peu après avoir rejoint le local d'ON puis doit subir une trépanation
Le lendemain, un premier meeting d’Ordre nouveau au Palais des sports[Lequel ?], France-Soir titre sur une « Atmosphère néo-nazie ». Les militants de la LCR « attaquent le meeting avec des boulons » selon l'ORTF qui montre les « contre-manifestants gauchistes qui chargent » les CRS et causent par ailleurs la blessure de 80 personnes du service d'ordre, pourtant casqués et armés de longue lances « à la japonaise » . L'ORTF diffuse des images où le service d'ordre du meeting a amené aux CRS un de leurs opposants après l'avoir « sévèrement corrigé » mais quelques mois après, le 13 mai 1971, les défilés anti-ON ne rassemblent que 400 personnes à Paris et 200 dans les cinq autres villes où ils ont lieu..
Puis en octobre 1971, face à l'Union de la Gauche qui se dessine, François Duprat affirme que la prise du pouvoir par le Parti socialiste entraînerait un coup de force du PCF menant à l’instauration de la dictature.
Le climat se durcit aussi du côté de l'extrême-gauche. Pierre Rousset, qui avait déjà été condamné en Mai 68 avec sursis pour « avoir transporté des produits susceptibles de rentrer dans la composition d'explosifs pour des militants latinoaméricains » puis libéré à la fin août 1968, devient le chef de la Commission très spéciale (CTS) de la Ligue communiste, qui regroupe huit militants à la tête de son service d'ordre. Elle est ensuite rebaptisée « commission technique » (CT).

### Contexte immédiat en Allemagne
Au cours des mois avant les émeutes à Paris, des violences extrêmes perpétrées contre des policiers à Francfort, où Daniel Cohn-Bendit s'est réfugié après son expulsion de France au moment des événements de Mai 68, ont été médiatisées en Allemagne, dans la presse et à la télévision. Fin mars, le maire Walter Möller (SPD) de Francfort a annoncé la fin du moratoire sur les opérations de "réhabilitation urbaine" qu'il avait mis en place  le 29 septembre 1971 après que 110 personnes parmi lesquelles Daniel Cohn-Bendit, Hans-Joachim Klein et Joschka Fischer, futur vice-chancelier allemand, se soient battus avec les policiers deux jours de suite pour tenter de les empêcher d'entrer dans une maison de briques de trois étages, squattée au 113 de la rue Grüneburgwep, lors d'un affrontement qui avait fait 20 blessés devant les photographes.
Le 7 avril 1973, le groupe armé de Joschka Fischer, une quarantaine de paramilitaires qui s'entraînent en forêt depuis plus d'un an, attaque les gardiens de la paix avec tuyaux en plomb, des outils tranchants mais aussi des billes de verre tirées avec des frondes pour percer leurs boucliers  avant même qu'ils n'approchent d'une maison occupée au 51 de la rue Kettenhofweg. Au cours de cette "bataille à Kettenhofweg", prélude allemand aux émeutes de Paris , 48 fonctionnaires de police sont blessés avec un "niveau inconnu d'agressivité et de brutalité", selon le rapport de la police de Francfort. Le reportage de la télévision ouest-allemande et la série de photos parues dans la presse montrent Joschka Fischer attirer un policier dans un piège où il se fait tabasser à cinq contre un, avant d'être secouru. Peu après que Fischer ait levé la main pour le frapper, deux collègues du policier se sont précipités et ont saisi l’arme qu'il tenait, les agresseurs s'enfuyant alors. Le photographe Lutz Kleinhans a publié dans le grand quotidien régional Frankfurter Allgemeine Zeitung des clichés montrant ce policier, du nom de Rainer Marx, violemment frappé par deux militants qui deviendront célèbres, Joschka Fischer, masqué avec un casque de moto noir, et le futur terroriste Hans-Joachim Klein, deux amis proches de Daniel Cohn-Bendit. La scène a également été filmée dans un reportage tourné pour le Tagesschau, le plus ancien journal télévisé ouest-allemand, diffusé sur la première chaîne, Das Erste.

## Jours précédents
Le vendredi précédent, le 15 juin, le juge d'instruction avait inculpé de coups et blessures volontaires et d'infraction à la législation sur les armes sept militants d'Ordre nouveau, arrêtés la veille, à 4 heures du matin, car le numéro minéralogique de leur fourgonnette, contenant cinq barres de fer et cinq casques, avait été relevé dans la nuit après qu'ils eurent frappé Bernard Leclercq, élève professeur à l'École normale supérieure de la rue d'Ulm lors d'un collage d'affiches sur les murs. Les jours précédent le meeting, les militants d’Ordre nouveau s'étaient également promenés avec matraques et barres de fer dans le Quartier latin, provoquant des rixes.
Le même jour, Rouge, l’hebdomadaire de la Ligue communiste, avait appelé, sur une pleine page, dans son édition du 15 juin, « tous les antifascistes à exiger en commun l’interdiction du meeting prévu le 21 juin à Paris par les nazis ». 
« La décision unanime du BP a été d’empêcher le premier grand meeting fasciste après 68», rapporte  Jeannette Pienkny, qui était alors la seule femme membre de ce bureau politique (BP).

## Participants et organisation
Le soir du 21 juin, les maoïstes de la Gauche prolétarienne (La Cause du peuple), de L'Humanité rouge, de Prolétaire-Ligne rouge et de Révolution ! (scission de la LC en 1971) sont présents, « avec une place dans le SO de tête » et rôle important dans « l’avalanche de cocktails Molotov, qui a surpris même les plus aguerri ». « Il n’y avait pas l’ombre d’une divergence » entre les organisations participantes, selon un des dirigeants de l’époque.
Un poste de coordination" est installé rue Monge, dans l’appartement d’une militante de la Ligue communiste, au cinquième étage, d'où sont filmées les images en noir et blanc et plan très large qui serviront à la bande annonce et au contenu du film  Mourir à trente ans, autobiographie de Romain Goupil sortie en 1982. On y voit une très forte affluence. « Entre 3000 et 5000 personnes font irruption rue Monge, casquées pour la plupart et le visage dissimulé derrière un foulard ». Les manifestants sont venus par groupes de vingt, avec des rendez-vous secondaires pour perdre les policiers: Place Monge pour le service d'ordre, métro Censier-Daubenton ou Cardinal-Lemoine pour les autres. La rue Monge a été choisie car elle mène vers la Mutualité, en pente, assez large, avec à proximité deux lignes de métro, la 7 et la 10. Des équipes en mobylette font passer les messages de coordination.
Vers minuit passé, les huit membres de la CT de la Ligue communiste se retrouvent une brasserie parisienne en face de la gare de l’Est pour faire le bilan mais n'ont pas pris conscience de la gravité des faits.

## Déroulement
Dans un premier temps, aux alentours de ce site, les manifestants d'extrême-gauche parviennent à faire reculer les rangs de la police parisienne mais doivent ensuite se replier. Dans un second temps, les manifestants d'extrême-gauche se retrouvent près du pont d'Austerlitz, à deux kilomètres plus à l'est et ont tenté, sans succès non plus, d'entrer au siège du mouvement d'extrême-droite Ordre nouveau, échouant à nouveau car ils y sont accueillis à coups de fusil. Environ 300 d'entre eux seront surpris à attaquer l'un des cars de police au cours de cette seconde phase des émeutes. 
Les émeutiers sont au début très nombreux avec selon les sources, deux mille participants environ, dont un millier casqués et armés de matraques. 
Henri Weber, fondateur de la CTS, avait mis au point un système d'organisation de manifestations clandestines basé sur les « rendez-vous secondaires » : pour déjouer l'intervention de la police, le lieu de rassemblement n'était communiqué qu'aux militants de l'organisation qui le divulguaient alors aux autres à des « rendez-vous secondaires » convergeant ensuite vers la manifestation. Il s'était porté en tête de la manifestation, selon ses mémoires, mais les manifestants sont plus nombreux que le seul service d'ordre habituel, en raison d'un appel public à s'y joindre. Les assaillants comptent alors quinze ou vingt rangs de gens casqués, alors qu’il n’y avait que cinq ou six rangs habituellement de service d'ordre.
Selon l'historien Jean-Luc Einaudi, qui supervisait à l'époque l’action des cellules et sections du PCMLF en région parisienne, le rôle des deux principaux groupes « maoïstes » de l'époque a été sous-estimé dans les émeutes du 21 juin 1973 à Paris, avec la police protégeant le meeting d'Ordre nouveau, le gouvernement souhaitant surtout interdire la Ligue communiste après le succès des manifestations lycéennes de mars 1973 organisées par Michel Recanati et la création de comités de soldats. 
Selon cette source, les militants et sympathisants du PCMLF avaient pourtant été largement « mobilisés, ainsi que ceux de la Gauche prolétarienne qui se sont chargés « plus particulièrement » de la fabrication et de l’utilisation de cocktails Molotov », l'arme qui a causé l'essentiel des dégâts chez les gardiens de la paix, avec plusieurs grands brûlés, handicapés à vie. De plus, également des deux côtés de la voie, des groupes de lanceurs de cocktails Molotov sont aussi commandés respectivement par Alain Cyroulnik et Michel Angot.
Des policiers, tombés entre les trotskistes après la charge de ces derniers qui percent le barrage policier, sont exfiltrés et Alain Cyroulnik serait personnellement intervenu pour y aider. Après un second choc contre un deuxième barrage policier, obligé de reculer, la manifestation se disperse progressivement, sous le contrôle de son service d'ordre mais un peu plus tard, deux cents militants menés, entre autres, par Romain Goupil et Alain Cyroulnik, franchissent le pont d’Austerlitz pour faire assaut au local d’Ordre nouveau, rue des Lombards, près des Halles.

## Bilan humain
Les combats ont fait 76 blessés parmi les policiers, dont plusieurs gravement brûlés aux cocktails molotov mais aucun blessé sérieux du côté de l'extrême-gauche, dont les activistes sont plusieurs centaines, entraînés et protégés par des casques intégraux de motards.
Les blessures les plus graves ont été causées par des cocktails Molotov fabriqués exceptionnellement avec une formule hautement inflammable, encore plus dangereuse que d'ordinaire. Ainsi soumis à la pluie de centaines de cocktails Molotov, cinq cars de police sont détruits ou endommagés et 76 policiers blessés, dont 9 sérieusement brûlés,.
Le livre Génération, publié par Hervé Hamon et Patrick Rotman en 1987, décrit les graves blessures et la façon dont les dirigeants du service d'ordre ont porté secours d'urgence à des policiers blessés.

## Poursuites judiciaires
Les poursuites judiciaires s'effectuent dans le cadre de la loi anti-casseurs de juin 1970, très critiquée car elle instituait une responsabilité pénale et pécuniaire des auteurs de violences, mais aussi de simples manifestants, étrangers à ces violences.
Dès le soir de la manifestation, Pierre Rousset, chef de la CTS et du service d'ordre de la Ligue communiste, est interpellé au siège de la Ligue communiste, où les policiers découvrent deux fusils. 
Une semaine après les émeutes, la Ligue communiste est dissoute par le ministre de l'Intérieur Raymond Marcellin car des policiers exaspérés par les graves brûlures subies par leurs collègues appellent à la grève. Son leader Alain Krivine est dans la foulée inculpé et écroué à la prison de la Santé le 30 juin. Mais l'avocat Yves Jouffa fait valoir qu'il n'était pas à Paris le soir du 21 juin et le 3 août, Alain Krivine est libéré, faute de charges.  
Michel Recanati, numéro un du mouvement lycéen en Mai 68 et figure principale de Mourir à trente ans, autobiographie de Romain Goupil sortie en 1982, est alors visé par un mandat d'arrêt du 9 juillet 1973 pour infraction à la loi anti-casseurs de juin 1970. Le 17 septembre 1973 avec son avocat Yves Jouffa, au cabinet du juge d'instruction, devant lequel il déclare aux journalistes quel a été son « rôle exact » : il a été « chargé par le bureau politique de la Ligue de prendre des contacts unitaires avec les autres formations politiques intéressées en vue d'obtenir l'interdiction du meeting d'Ordre nouveau ». Il souligne que « l'objectif essentiel était l'interdiction de ce meeting et non des affrontements ». Après trois heures trente d'audition, il est écroué à la prison de la Santé où il restera plus d'un mois. Dans six articles consécutifs, le journal Rouge de la Ligue communiste demande sa libération et organise la solidarité. Il a démenti devant les journalistes avoir participé ou organisé les violences et souligné que bien d'autres groupes politiques que la Ligue communiste y étaient impliqués puis a été relaxé par la justice dès les débuts de l'enquête.
Puis le 2 septembre, Pierre Rousset n'est condamné qu'à deux mois de prison ferme, sous les applaudissements de la salle, car il risquait trois à dix ans d'emprisonnement pour détention de dépôt d'arme. Il peut quitter immédiatement la prison, conservant le sursis de huit mois auquel il avait été condamné le 13 novembre 1972. Comme Krivine, il est innocent et son avocat a prouvé la machination, selon un article du Monde, mais le ministre de l'Intérieur conteste cette interprétation et espère une revanche.
L'avocat Yves Jouffa, futur président de la Ligue des droits de l'homme, fait rapidement valoir qu'il y a eu machination : ces armes avaient été déposés là par « un jeune détenu de droit commun mis bien rapidement en liberté ». Il explique que Pierre Rousset était de permanence au local ce soir-là, par sécurité car un commando d'Ordre nouveau avait attaqué ce local le 9 avril, puis des distributeurs du journal Rouge en juin.

## Conséquences

### Conséquences politiques
David Rousset, père de Pierre Rousset est chargé d'une médiation qui permet à la Ligue communiste de reprendre ses activités à condition de supprimer sa Commission très spéciale (CTS), doublement critiquée, par la police mais aussi par les militants de son parti. Celle-ci se reforme ensuite sous le nom de LCR, y ajoutant l'adjectif « révolutionnaire » ; elle donnera naissance au Nouveau Parti anticapitaliste (NPA) au siècle suivant. Selon le sociologue Ugo Palheta, militant du NPA, paradoxalement "le courant que représente la LC a été pleinement admis au sein de la gauche après cet événement qui aurait dû la marginaliser", sa dissolution ayant "crédibilisé son image" en particulier auprès des communistes, jusque-là très hostiles. Dès 1987, Alain Krivine considère « la date du 21 juin 1973 comme une rupture » car « la dissolution de 1973 clôt une époque, celle de l’action directe, dans la rue ».
À moyen terme aussi, selon Jean-Pierre Tatin, qui militait à Ordre nouveau en 1973, c'est Jean-Marie Le Pen qui ensuite tire son épingle du jeu sur la partie inverse de l'échiquier politique car il était isolé alors, mais devient le chef du seul mouvement légal, sans plus de réel rival. 

### Conséquences sociales
Les actes et déclarations racistes que les manifestants d'extrême-gauche voulaient stopper par cette action se sont paradoxalement aggravés après les événements du 21 juin 1973, avec notamment le 27 août, dans les rues de Toulouse, une véritable chasse aux Nord-Africains menée par une cinquantaine de parachutistes au lendemain de la création d'un Comité de défense des Marseillais, dans les locaux du Front national, qui lance une campagne contre « l'immigration sauvage ». 
Le philosophe Pierre Victor (pseudonyme de Benny Lévy), ex-dirigeant de la Gauche prolétarienne, estime dès l'année suivante qu'après ces émeutes, les militants d'extrême-gauche veulent encore se battre, mais « pas à la manière militaire », sans savoir encore de quelle manière.

## Filmographie
- Mourir à trente ans, autobiographie de Romain Goupil sous forme de film documentaire français, sortie en 1982 dans les salles de cinéma, avec des images amateur tournées par l'auteur en noir et blanc entre 1968 et 1970, relate les émeutes du 21 juin 1973 à Paris y est consacré en grande partie. Le film remporte au Festival de Cannes 1982 la Caméra d'Or, prix récompensant depuis 1978 un meilleur "Premier film", puis l'année suivante le César du meilleur premier film à la 8e cérémonie des César en 1983.